# Alexander Anatoljewitsch Daschewski
Alexander Anatoljewitsch Daschewski (russisch Александр Анатольевич Дашевский; * 24. März 1988) ist ein russischer Naturbahnrodler. Er nahm in der Saison 2008/2009 an zwei Weltcuprennen teil.

## Karriere
Alexander Daschewski nahm von 2006 bis 2008 an internationalen Juniorenmeisterschaften teil. Bei der Juniorenweltmeisterschaft 2006 in Garmisch-Partenkirchen startete er nur im Einsitzer und belegte Rang 23. Bei der Junioreneuropameisterschaft 2007 in St. Sebastian erzielte er im Einsitzer Rang 17, aber im Doppelsitzer zusammen mit Artem Nedaichlebow lediglich den elften und letzten Platz. Nur im Doppelsitzer startete er bei der Juniorenweltmeisterschaft 2008 in Latsch. Zusammen mit Wladimir Browtschenko belegte er den neunten und vorletzten Platz.
Am Ende der Saison 2008/2009 bestritt Alexander Daschewski in Nowouralsk seine ersten beiden und bis heute einzigen Weltcuprennen. Unter jeweils 29 Startern erzielte er die Plätze 17 und 23, womit er 35. im Gesamtweltcup wurde. Nach 2009 nahm Daschewski bislang an keinen weiteren internationalen Wettkämpfen teil.

## Erfolge

### Juniorenweltmeisterschaften
- Garmisch-Partenkirchen 2006: 23. Einsitzer
- Latsch 2008: 9. Doppelsitzer (mit Wladimir Browtschenko)

### Junioreneuropameisterschaften
- St. Sebastian 2007: 17. Einsitzer, 11. Doppelsitzer (mit Artem Nedaichlebow)

### Weltcup
- 1 Platzierung unter den besten 20